# Ahmet Hamdi Tanpınar
Ahmet Hamdi Tanpınar, né le 23 juin 1901 à Constantinople et mort le 24 janvier 1962, est un des plus importants romanciers et essayistes de la littérature turque. Il est également député de la Grande Assemblée nationale de Turquie de 1942 à 1946.

## Biographie
Né en 1901, Tanpınar est le fils d'un juge, Hüseyin Fikri Efendi. Il est âgé de treize ans quand sa mère décède à Mossoul.   La profession de son père entraînant de fréquents déménagements, il poursuit sa scolarité dans différentes villes : Istanbul, Sinop, Siirt, Kirkouk, et Antalya. Après avoir abandonné ses études à l'école vétérinaire, il reprend son cursus à la faculté des lettres de l'université d'Istanbul dont il sort diplômé en 1923.
Il enseigne la littérature au lycée, à Erzurum (1923-1924), Konya et Ankara, à l'École normale de Gazi et à l'Académie des beaux-arts, où il donne des cours d'esthétique, d'histoire de l'art et de mythologie, en plus de son enseignement de littérature (1932-1939).
De 1942 à 1946, il est député de Kahramanmaraş à la Grande Assemblée nationale de Turquie. 
En 1953, il entreprend un grand voyage en Europe, qui le conduit pendant six mois dans de nombreux pays : France, Belgique, Pays-Bas, Angleterre, Espagne et Italie. Il meurt d'une crise cardiaque à Istanbul le 24 janvier 1962 et repose dans le cimetière Aşiyan dans cette même ville.

## Œuvre
L'une de ses œuvres les plus représentatives est un roman intitulé Saatleri Ayarlama Enstitüsü (L’Institut de remise à l’heure des montres et pendules, traduction française de 2007). Il est salué unanimement comme une critique ironique de la bureaucratisation, ainsi que le suggère le titre, bien ce ne soit pas le sujet du livre. Celui-ci peut être lu selon différentes approches dont aucune n'en épuise la substance, notamment l'analyse psychologique d'un homme qui souffre de ne pouvoir s'adapter à son époque : les temps modernes. Le phénomène de bureaucratisation fait partie d'un problème plus vaste : la modernisation et ses conséquences sur l'individu. La plupart des personnages du roman semblent lutter d'une façon étrange pour leur survie dans le monde moderne. Il s'ensuit que le concept de temps occupe une place centrale qui donne au roman un sens plus profond, voire philosophique.

## Des Romans
- Mahur Beste, 1944
- Huzur, 1949
- Sahnenin Dışındakiler, 1950
- Saatleri Ayarlama Enstitüsü, 1961. Traduction française : L'Institut de remise à l'heure des montres et pendules, Actes Sud, 2007  (ISBN 978-2-7427-7145-5)
- Aydaki Kadın, 1986

### Nouvelles
- Yaz Yağmuru, 1955. Traduction française : Pluie d'été, éditions Actes Sud, 2006  (ISBN 978-2-7427-5869-2)

## Essais
- Beş Şehir, 1946. Traduction française : Cinq villes, Presses de l'Unesco, 1997,  (ISBN 978-92-3-203136-5)
- Yahya Kemal, 1962
- Edebiyat Üzerine Makaleler, 1969 (publication posthume)
- Yaşadığım Gibi, 1970
- XIX. Asır Türk Edebiyatı Tarihi, 1949, 1966, 1967. Traduction française : Histoire de la littérature turque du XIXe siècle, Actes Sud, 2012[1]

## Sources
- (en) Cet article est partiellement ou en totalité issu de l’article de Wikipédia en anglais intitulé « Ahmet Hamdi Tanpınar » (voir la liste des auteurs).